# Josh Nicholls
Josh Nicholls (* 27. April 1992 in Richmond, British Columbia) ist ein kanadischer Eishockeyspieler mit chinesischer Staatsbürgerschaft, der seit Januar 2025 bei den Ducs d’Angers aus der französischen Ligue Magnus unter Vertrag steht und dort auf der Position des rechten Flügelstürmers spielt. Zuvor absolvierte Nicholls unter anderem 86 Spiele für Kunlun Red Star in der Kontinentalen Hockey-Liga (KHL) sowie über 220 Partien in der ECHL.

## Karriere
Josh Nicholls begann seine Profikarriere zur Saison 2008/09 in der Western Hockey League (WHL) bei den Saskatoon Blades. Dort verbrachte er fünf Spielzeiten, ehe er zur Spielzeit 2013/14 zu den Greenville Road Warriors in die ECHL wechselte. Während dieser Zeit bis 2016 stand er außerdem für das Hartford Wolf Pack in der American Hockey League (AHL) auf dem Eis.
Zur Saison 2016/17 wechselte Nicholls innerhalb der ECHL zu den Colorado Eagles. Zu Beginn des Jahres 2017 ging er jedoch während der Saison nach Europa in die Deutsche Eishockey Liga (DEL), wo er einen Vertrag bei den Straubing Tigers unterschrieb. In den folgenden Jahren wurde der Kanadier nie über einen längeren Zeitraum – mit Ausnahme des chinesischen KHL-Teilnehmers Kunlun Red Star – heimisch.

## Erfolge und Auszeichnungen
| - 2014 ECHL-Rookie des Monats März - 2018 Norwegischer Meister mit Storhamar Hockey - 2022 Norwegischer Vizemeister mit Storhamar Hockey | - 2024 EIHL-Challenge-Cup-Gewinn mit den Sheffield Steelers - 2024 Britischer Meister mit den Sheffield Steelers - 2024 EIHL-Playoffgewinn mit den Sheffield Steelers |

### International
- 2009 Silbermedaille bei der World U-17 Hockey Challenge

## Karrierestatistik
Stand: Ende der Saison 2023/24

### International
Vertrat Kanada bei:
- World U-17 Hockey Challenge 2009

(Legende zur Spielerstatistik: Sp oder GP = absolvierte Spiele; T oder G = erzielte Tore; V oder A = erzielte Assists; Pkt oder Pts = erzielte Scorerpunkte; SM oder PIM = erhaltene Strafminuten; +/− = Plus/Minus-Bilanz; PP = erzielte Überzahltore; SH = erzielte Unterzahltore; GW = erzielte Siegtore; 1 Play-downs/Relegation; Kursiv: Statistik nicht vollständig)